# جيمس رودجرز
جيمس رودجرز (بالإنجليزية: James Rodgers)‏ هو لاعب كرة قدم أمريكية أمريكي، ولد في 20 ديسمبر 1988 في ريتشموند في الولايات المتحدة.

## وصلات خارجية
- جيمس رودجرز على موقع مرجع كرة القدم المحترفة.كوم (الإنجليزية)